# Августо Поросо
Августо Хесус Поросо Сайседо (ісп. Augusto Jesús Porozo Caicedo, нар. 13 квітня 1974, Гуаякіль, Еквадор) — колишній еквадорський футболіст, що грав на позиції захисника.
Виступав за національну збірну Еквадору.

## Клубна кар'єра
У дорослому футболі дебютував 1993 року виступами за команду клубу «Емелек», в якій провів одинадцять сезонів, взявши участь у 324 матчах чемпіонату. Більшість часу, проведеного у складі «Емелека», був основним гравцем захисту команди.
Згодом з 2005 по 2011 рік грав у складі команд клубів «Барселона» (Г), «Аукас», «Альянса Ліма», «Депортіво Ель Насьйональ» та «Макара».
Завершив професійну ігрову кар'єру у клубі «Мушук Руна», за команду якого виступав протягом 2012 року.

## Виступи за збірну
1999 року дебютував в офіційних матчах у складі національної збірної Еквадору. Протягом кар'єри у національній команді, яка тривала шість років, провів у формі головної команди країни 38 матчів, забивши один гол.
У складі збірної був учасником розіграшу Кубка Америки 2001 року в Колумбії, розіграшу Золотого кубка КОНКАКАФ 2002 року у США, чемпіонату світу 2002 року в Японії та Південній Кореї.